# 海老澤為次郎

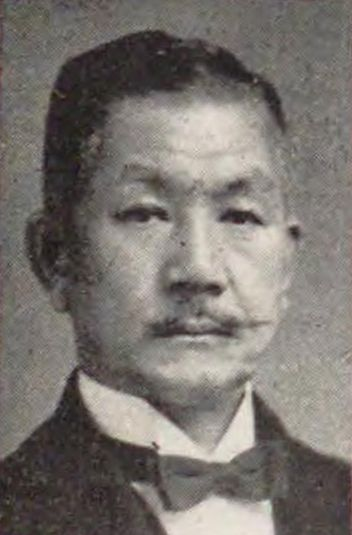
海老澤為次郎

海老澤 爲次郎（海老沢 為次郎、えびさわ ためじろう、1865年10月1日〈慶応元年8月12日〉） - 1944年〈昭和19年〉2月13日）は、日本の商人（呉服商）、会社重役、政治家。衆議院議員（当選2回）、茨城県会議員・同副議長・同議長。族籍は茨城県平民。

## 経歴
茨城県猿島郡境町船戸出身。海老澤七三郎の二男。1888年、家督を相続する。呉服商を営む。
境商業銀行頭取、境町会議員、同学務委員、境町外十七箇村組合会議員、同町農会長、猿島郡農会議員、茨城県会議員・同副議長・同議長等に挙げられた。
1917年4月の衆議院議員選挙に立候補したが、落選した。1928年2月の衆議院議員選挙に立候補し、当選した。立憲民政党に所属。また大日本証券信託取締役、上毛モスリン監査役をつとめた。

## 人物
趣味は談論、読書、政治研究。宗教は真言宗。住所は茨城県猿島郡境町で、東京宅は東京市下谷区上野桜木町。

## 家族・親族
海老澤家　
- 父・七三郎[4][9]
- 妹（茨城、岡田勘左衛門[注 1]の妻）[12]
- 弟
  - 重五郎（茨城、青木貫四郎の養子）[4][8]
  - 新七郎[5]（茨城、篠塚伊惣次の養子[4][8]、古河町会議員、肥料商）
- 妻・きん（1866年 - ?、茨城、増田八郎の妹）[4][9]
- 長男・迪雄（1905年 - ?）[4][8]
  - 同妻・初子（1911年 - ?、栃木、金井傳三郎の長女）[4][9]
- 男・秀夫（1908年 - ?、大谷重工社員）[9]
- 四女・馨（1901年 - ?、新潟、古橋才次郎の妻）[4][9]
- 孫[4][12]
- 養子
  - もと（1873年 - ?、茨城、海老澤七左衛門の妻）[4][9]
  - 廉介（1886年 - ?、分家）[4][9]